# Montividiu

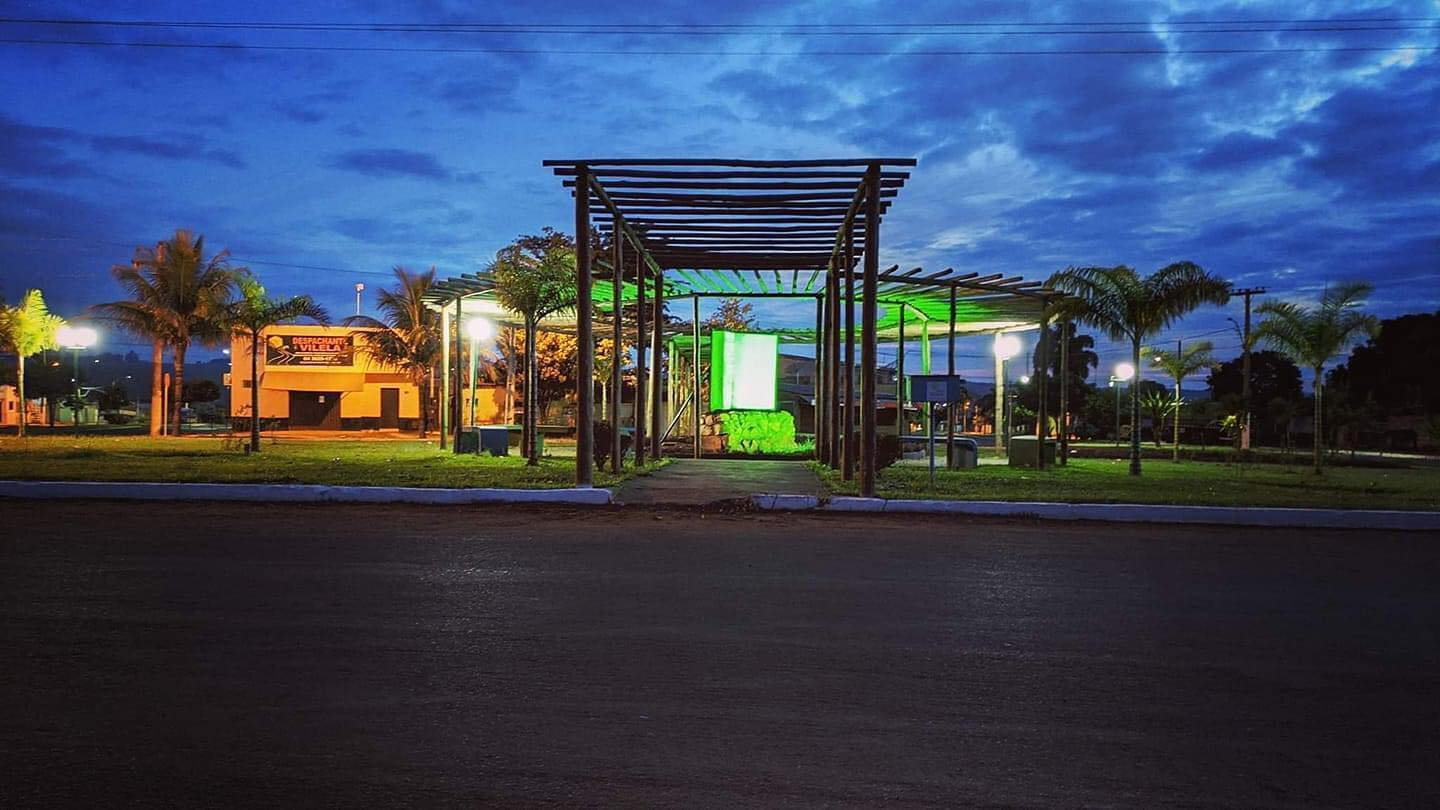
Praça da Bíblia

Montividiu é um município brasileiro do interior do estado de Goiás, Região Centro-Oeste do país. Situa-se a 45 km de Rio Verde e é cortada pela GO-174. O município é banhado pelos Rios Montividiu e Verdão.

## História
A história de Montividiu data do início do século XX quando Goiás ainda estava sendo desbravado pelos pioneiros. Quando no século XIX o imperador D. Pedro II quis que o planalto central brasileiro fosse povoado, diversas medidas de incentivo foram tomadas para que pessoas pudessem vir habitar e trabalhar na lavoura e criação de gado. O sudoeste de Goiás passou a receber então pessoas oriundas de diversas regiões do país, atraídas pelos incentivos dados pelo imperador, como: isenção de impostos por 10 anos e doações de terras para a formação de fazendas. Daí o início de vários arraiais e, posteriormente, cidades.
A família Peres já habitava na região do chapadão há muitos anos, quando um novo membro da família chegou ao local. Carlos Barromeu Peres, logo que chegou, adquiriu uma fazenda para se instalar na região. A Fazenda da Tapera era um reduto de oração não só dos Peres como dos fazendeiros do local. A devoção à Nossa Senhora D' Abadia crescia cada vez que os moradores se reuniam para rezar e pedir que a santa os protegesse dos ataques indígenas constantes na região. Desde então, Nossa Senhora D'Abadia se tornou a padroeira do local. Diante de tanta devoção, os índios diminuíram os ataques e os moradores atribuíram o milagre à santa.
Em 4 de outubro de 1907 o povoado foi elevado à condição de Distrito, pertencente ao município de Rio Verde. Naquela época o distrito começava a se despontar pela sua posição geográfica estratégica. Viajantes de diversas cidades passavam por Montividiu e ali pernoitavam antes de seguirem viagem. Durante as várias décadas em que Montividiu pertenceu a Rio Verde foi notada a pujança da região e suas riquezas. Mas era necessário muito mais para que o distrito tivesse o seu crescimento consolidado, até que em 30 de Dezembro de 1987 aconteceu a emancipação do município de Montividiu. Em 1º de Janeiro de 1989 houve a instalação do município de Montividiu, com a posse da primeira Administração Municipal (1989-1992) e da Câmara Municipal composta de novos vereadores. A partir de sua emancipação Montividiu não parou mais de crescer. Desde então, a população se multiplicou, o número de empresas e estabelecimentos comerciais é cada vez maior e a melhoria de vida da população é constante.
Para retribuir a graça, os habitantes da região decidiram que todos os anos, no dia 15 de agosto, uma homenagem à padroeira seria feita. Como um dos mais devotos, Carlos Barromeu Peres e sua esposa, Prudenciana Gomes da Silva, doaram um terreno, em 1918, para que a capela do Patrimônio de Nossa Senhora da Guia fosse erguida. Desde então, instalou-se em volta da capela o povoado de Montividiu. Apesar de muito tempo de existência, o arraial passou a ser reconhecido somente depois da doação.
A economia agrária de Montividiu é um ponto marcante para o seu desenvolvimento. Rodeada de várias fazendas, Montividiu tem apresentado um crescimento significativo quando se diz em pecuária e agricultura. Com algumas usinas, os fazendeiros conseguem fácil arrendamento da terra, e respectivamente o crescimento econômico.
Distrito criado com a denominação de Chapadão, pela lei municipal nº 35, de 28-11-1907, subordinado ao município de Rio Verde.
Em divisão administrativa referente ao ano de 1911, o distrito de Chapadão figura no município de Rio Verde.
Em divisões territoriais datadas de 31-XII-1936 e 31-XII-1937, o distrito de Chapadão permanece no município de Rio Verde.
Pelo decreto-lei estadual nº 1233, de 31-10-1938, o distrito de Chapadão passou a denominar-se Montividiu.
No quadro fixado para vigorar no período de 1944-1948, o distrito de Montividiu figura igualmente no município de Rio Verde.
Assim permanecendo em divisão territorial datada de 1-VII-1960.
Elevado à categoria de município com a denominação de Montividiu, pela lei estadual nº 10393, de 30-12-1987, desmembrado de Rio Verde. Sede no antigo distrito de Montividiu. Constituído do distrito sede. Instalado em 01-01-1989.
Montividiu recebeu status de município pela lei estadual nº 10393 de 30 de dezembro de 1987, com território desmembrado de Rio Verde.
Em divisão territorial datada de 1-VI-1995, o município é constituído do distrito sede.

## Comunicação

### Emissoras de Rádio
- Positiva 87.9 FM
- Serra Dourada 104.7 FM

## Educação

### Ensino Fundamental e Infantil
- Escola Municipal Armando Gomes da Fonseca
- Escola Municipal Geraldo Cruvinel Leão
- Escola Municipal Carlos Barromeu Peres
- Escola Municipal Bom Jardim (Zona Rural)
- Escola Municipal Jerônima Balbina (Zona Rural)
- Escola de Educação Infantil Dona Maria Rosa do Prado
- CMI Municipal Rosméria Rosa Duarte
- CMI Dona Neê DONA NENÊ

### Ensino Médio
- Colégio Estadual Rafael Nascimento

### Particular
- Colégio CEM Sistema Positivo
- Colégio Montividense

## Saúde
O município possui o Hospital Municipal e Maternidade Infantil Dona Zebina.

## Economia
A economia do município se baseia na agricultura e agropecuária.

## Religião
A Religião predominante é a Católica, com a Matriz de Nossa Senhora D'Abadia situada no centro da cidade e a Capela Nossa Senhora da Aparecida situada no bairro de Santa Luzia. Todo ano por volta do mês de Maio ocorre a tradicional Festa da Colheita, organizada pela Igreja Católica da Cidade. A festa reúne quase 1000 pessoas para saborear o famoso costelão, que é assado inteiro no chão. Há também várias igrejas Evangélicas. Sendo: I: Primeira Igreja Batista II: Igreja Adventista do Sétimo Dia III: Igreja de Deus no Brasil IV: Igreja Mundial do Poder de Deus V: Igreja Universal do Reino de Deus VI: Assembléia de Deus Missão - Sede em Rio Verde VII: Assembléia de Deus Missão - Sede em Aparecida de Goiânia VIII: Assembléia de Deus - Ministério Vila Nova IX: Assembléia de Deus - Ministério Fama.
Encontra-se instalado no município  um templo espiritualista da Ordem espiritualista cristã do Vale do Amanhecer. ( Templo Divano do Amanhecer).

## Administração
- Prefeito : Edson Bueno Coutinho (2021/2024)
- Vice-Prefeita : Débora Pedroso da Silva Peres (2021/2024)
- Presidente da Câmara : Francisco Sinval Alves de Franca (2023/20224)